# Cratere Yala
Yala  è un cratere sulla superficie di Marte.